# Astaenomoechus nevermanni
Astaenomoechus nevermanni är en skalbaggsart som beskrevs av Antoine Boucomont 1936. Astaenomoechus nevermanni ingår i släktet Astaenomoechus och familjen Hybosoridae. Inga underarter finns listade.